# Повітряні сили Югославії
Повітряні сили та протиповітряна оборона Югославії (сербохорв. Ratno vazduhoplovstvo i protivvazdušna odbrana (RV i PVO), серб. кир.: Ратно ваздухопловство и противваздушна одбрана (РВ и ПВО)) — один із трьох видів збройних сил Соціалістичної Федеративної Республіки Югославії, призначений для охорони повітряного простору та панування в ньому, а також для підтримки югославських сухопутних, військово-морських і загальних збройних сил. Зазвичай використовувалася коротка назва — повітряні сили Югославії. 
Офіційно засновані 21 травня 1942 в ході Народно-визвольної боротьби Югославії. Під час Другої світової війни головним завданням формування була боротьба проти загарбників та їхніх пособників за визволення країни та встановлення суспільного ладу, задуманого Комуністичною партією Югославії. Відразу після закінчення війни завдання звелися до збереження встановленого порядку і захисту від іноземної інтервенції.
У 1945—1992 роках Військово-повітряні сили і протиповітряна оборона (ВПС і ППО) розвивалися згідно з концепцією розвитку ЮНА, в дусі сучасної авіаційної наукової думки, доктрини та розвитку техніки у світі. При цьому розвивалися і вдосконалювались відповідно до поточних умов власні кадри, заклади вищої освіти та гнучка доктрина застосування ВПС і ППО. Пріоритетним завданням був розрахунок на власні сили, що втілилося у прагненні до створення могутніх ВПС і ППО з потужною власною науково-технічною базою, про що свідчив і експорт близько 200 зразків військової авіації власного розроблення і виробництва.
У свої найкращі часи були одними з найбільших у Європі. 1990 року налічували понад 32 000 військовослужбовців, але через високі технічні вимоги набір призовників до повітряних сил не досягав і 4 000. Розпущені 1992 року після розпаду Югославії.